# Philebus (Plato)
De Philebus is een van de werken van de Atheense filosoof Plato, en maakt deel uit van de groep late ('kritische') dialogen. Startpunt is de vraag welk soort leven het beste is: een leven van verstand, gewijd aan kennis en inzicht, een leven gericht op vreugde en genot, of een combinatie van beide. Deze dialoog bevat tal van beschouwingen waarvan het onderlinge verband niet altijd direct duidelijk is, en heeft dan ook ooit de verzuchting ontlokt alle moeilijkheden in zich te verenigen die horen bij het lezen van een Platonische dialoog. Maar ook is de Philebus vergeleken met knoestige, knobbelige oude eik, vol met bulten en uitlopers op onverwachte plekken, maar die toch evenveel gezond hout bevat als de ranke cipressen en pijnbomen (dat wil zeggen de bekendere dialogen van Plato).

## Deelnemers aan het gesprek
Protarchus en Socrates nemen het grootste deel van het gesprek voor hun rekening. De naamgever van de dialoog, Philebus, speelt slechts een kleine rol.

## Inhoud

### Probleemstelling (11a - 14b)
Socrates vat de uitgangsposities samen: Protarchus en Philebus (die verder weigert zich in het gesprek te mengen; hij heeft geen plezier in een lange discussie) zijn van mening dat 'plezier hebben' als zielstoestand het best in staat is de mens gelukkig te maken, en hij, Socrates, denkt dat 'nadenken' en dergelijke daartoe het meest geëigend zijn.
Nu is plezier weliswaar slechts één woord, maar er zijn meerdere soorten plezier, waarvan sommige aan elkaar tegengesteld lijken te zijn: een dwaas en een wijze kunnen op hun eigen manier plezier ervaren, de een in zijn dwaasheid, de ander in zijn nadenken. - De bron van het plezier kan wel verschillend zijn, maar plezier als zodanig is plezier. - Ja, maar kleur is kleur; toch is zwart het tegendeel van wit. - Maar wat heeft dat met onze discussie te maken? - Ieder plezier is plezierig, dat is niet het punt, maar daar waar ik beweer dat sommige soorten plezier goed zijn en andere slecht, noem jij ze allemaal goed, ook al zijn sommige tegengestelden. - Maar ik vind helemaal niet dat sommige goed en andere slecht zijn. - Maar wel dat ze tegengestelden zijn? - Niet qua plezier. - Zo komen we niet verder. Ik van mijn kant geef ook toe dat sommige soorten kennis tegengestelden zijn. - OK.

### Eerste benadering (14b - 23b)
Eén begrip Plezier (Kennis), maar meerdere soorten plezier (kennis): dat brengt ons op het aloude probleem van het Ene en het Vele. We zouden hiermee moeten doen wat de Egyptische God Toth heeft gedaan met de klanken die mensen al sprekende voortbrengen: hij onderscheidde binnen deze diffuse massa klank stemhebbende en stemloze medeklinkers, en klinkers, en deelde deze verder op tot hij bij de individuele letters uitkwam.
Maar, zegt, Socrates, er schiet me nu iets als een droom te binnen; het zou weleens zo kunnen zijn dat noch plezier, noch kennis het volmaakte goed is. Het volmaakte goed moet iets zijn dat verder niets nodig heeft. En niemand zal zo willen leven, dat hij alleen plezier had, en verder niets. Dan weet je niet eens dat je plezier hebt (je hebt immers geen kennis), en je hebt ook geen herinnering aan doorgemaakt plezier. En andersom: alleen kennis, maar zonder een enkele emotie, dat wil toch ook niemand?
Dus kennis alleen of plezier alleen zal dus niet het hoogste goed zijn, want dat is niet hetgeen iedereen zou nastreven. Het hoogste goed zal een mengsel zijn, en plezier en kennis kunnen alleen nog om de tweede plaats strijden, nl. welke bijdrage ze leveren aan dit mengsel.

### Andere benadering(23b - 31b)
Voor de bepaling van de tweede prijs is een andere benadering nodig, zegt Socrates. Alles wat bestaat, kan ingedeeld worden in de categorieën van het peras en apeiron: het bepaalde (dat wat een limiet heeft) en het onbepaalde (onbegrensde, ongelimiteerde), datgene wat een mengsel van deze twee is, en datgene wat de oorzaak is van het tot stand komen van dit mengsel.
Vervolgens worden (het leven gewijd aan) kennis, (het leven vervuld van) plezier en het gemengde leven ondergebracht in deze categorieën. Plezier is een onbeperkte grootheid, verstand valt in de categorie oorzaak, en het gemengde leven is vanzelfsprekend van de gemengde soort.

### Analyse van 'Plezier'(31b - 55c)
Het fenomeen plezier nader beschouwend zegt Socrates dat plezier en pijn niet te scheiden zijn; daar waar pijn een verstoring van het natuurlijke evenwicht in het lichaam is, is plezier het herstel van dat evenwicht. Voorbeeld: honger is pijn, het stillen van de honger is plezier.
Daarnaast zijn er de mentale begeleidingsverschijnselen: men kijkt uit naar het lessen van zijn dorst (plezier), of vreest dorstig te zullen zijn (pijn). Als dit het geval is ervaart men gelijktijdig lichamelijke pijn en mentale vreugde (of andersom).
Maar ook kan het zijn dat men niet alleen dorstig is, maar ook vreest deze niet te zullen kunnen lessen (dubbele pijn).
Nu brengt Socrates de notie in van 'waar' en 'onwaar' plezier, n.a.v. een verwacht plezier dat niet blijkt uit te komen, en n.a.v. mensen die denken dat ze plezier hebben, terwijl dat niet het geval is, bijvoorbeeld degenen die zeggen dat geen pijn lijden 'plezier' is. Protarchus werpt tegen dat plezier altijd plezier is, en dat je dus niet kunt zeggen dat het ooit 'onwaar' is. Maar Plato's bedoeling lijkt te zijn om net als in het geval van 'oordelen' waar en onwaar te onderscheiden, zonder te ontkennen dat een onwaar oordeel een oordeel is. Terwijl Protarchus het zo opvat, dat een onwaar plezier geen plezier is.
Vervolgens worden gemengde en zuivere vormen van plezier bekeken. Hierbij wordt o.a. een analyse gegeven van de emoties die men ondergaat bij het kijken naar een komedie en naar een tragedie, waarbij binnen de ziel het mengsel van vreugde en verdriet optreedt (48a - 50e). De zuivere vormen van plezier zijn die waarbij de leegte die opgevuld wordt niet pijnlijk is (bv. het verwerven van kennis). Hierbij dient de zuiverheid van het plezier niet verward te worden met de intensiteit van het plezier; deze laatste is namelijk groter in de gevallen waarbij het te stillen manco groter is (bv. hevige dorst lessen).
Vervolgens wordt 'plezier' beschouwd als 'proces': het is altijd in wording. Het geschiedt dus altijd met het oog op iets anders. (Ook langs deze weg wordt geconcludeerd worden dat plezier dus niet 'Het Goede' kan zijn, ter wille waarvan al het andere plaatsvindt.)

### Analyse van 'Kennis'(55c - 59d)
Bij de analyse van de vormen van kennis wordt eerst gekeken naar de mate van exactheid die deze bezitten. De wetenschappen die zich baseren op meten en berekeningen zijn exacter dan die welke meer praktisch gericht zijn en gebaseerd op ervaring.
Maar de hoogste graad van exactheid (waarheid) wordt gevonden in de soort kennis die zich richt op het eeuwige, onveranderlijke zijn, en niet bij alles wat zich bezighoudt met de wereld om ons heen. Protarchus haalt nog even Gorgias aan, volgens wie de retorica de beste van alle kunsten is. Maar, antwoordt Socrates, zoals het zojuist niet om het meest intense plezier ging, zo gaat het nu niet om de nuttigste vorm van kennis, of meest invloedrijke, maar om de zuiverste.

### Synthese(59d - 67b)
Na een samenvatting van de oorspronkelijke standpunten vergelijkt Socrates hun positie met wijnschenkers die voor twee bronnen staan, de een gevuld met honing (het plezier), de andere met sober, gezond water zonder wijn (het verstand). Het gaat er nu om het beste mengsel uit beide te schenken.
Welke zijn de ingrediënten die deel uit mogen maken van het beste leven? Voor wat betreft de kennis: we kunnen niet volstaan met alleen die allerzuiverste kennis van het eeuwig zijnde, een mens moet tenslotte ook de weg naar huis kunnen terugvinden. En voor wat betreft de vormen van plezier? Desgevraagd wil het verstand niet samengaan met de heftigste vormen van plezier, want die staan zijn eigen activiteiten in de weg. En het geheel moet harmonieus worden, dus er mogen geen interne strubbelingen zijn.
Dat zo zijnde dient bij elke mengsel, wil het enige kans op existentie hebben, ook 'waarheid' gevoegd worden. Fundamenteel in ieder mengsel is verder de juiste onderlinge verhouding. En waar die twee zijn, daar is ook schoonheid. Om nu te bepalen wie van de twee de winnaar is, plezier of verstand, moeten we kijken welk van beide het dichtst bij deze drie staan. Dat is onmiskenbaar het verstand, dat daarmee tot 'winnaar' is verklaard.
Dan volgt de finale rangorde van de ingrediënten die het goede leven uitmaken. Deze is echter verre van direct inzichtelijk
, en de instemming van Protarchus met de formuleringen van Socrates zijn ook ietwat aarzelend: Wellicht, Het lijkt erop, Mogelijk.
- 1) alles wat maat heeft, passend is;
- 2) de juiste verhouding en alles wat mooi en volmaakt is[11];
- 3) verstand[12];
- 4) kennis en juiste oordelen;[13]
- 5) de pijnloze, zuivere vormen van plezier, die samengaan met kennisverwerving, alhoewel sommige samengaan met waarneming.

Men is het er niet over eens of Plato ook nog een zesde ingrediënt introduceert, zo ambigu is de formulering hier.
Alsof om aan te geven dat hiermee niet alles gezegd is, worden Protarchus tot slot van de dialoog deze woorden in de mond gelegd: Er rest ons nog een kleinigheidje, Socrates. Ik zal je eraan herinneren wat dat is.

## Receptie
Ook in de oudheid al werd de Philebus niet als een vloeiend geheel gezien. Damascius merkt in zijn commentaar op dat Proclus de dialoog verdeelde in 25 stukken. Zelf onderkent hij drie delen: 11a-20b: probleemstelling en te gebruiken methoden; 20b-31b: simpele bewijsvoering dat het gemengde leven het beste is; 31b-67b: uitvoerig bewijs van hetzelfde, maar dan middels de in het eerste deel aangegeven methoden.

## Dwarsverbanden met andere dialogen
In het 9e boek van de Staat behandelt Plato ook het onderwerp plezier (583b - 587b).